# Bang & Olufsen
Bang & Olufsen (B&O) — датская компания, специализирующаяся на разработке аудио- и видеосистем класса High End. Штаб-квартира и основные производственные мощности расположены в Струере (Дания).

## История

### Ранняя история
Компания основана в 1925 году Петером Бангом и Свеном Олуфсеном. Первым продуктом компании стал радиоприёмник Eliminator: он работал от сети переменного тока, при том, что в то время большинство подобных приборов работали на батарейках.
Петер Банг (1900—1957) интересовался радиоэлектроникой с ранних лет: став инженером в 1924 году, он проработал более полугода на одном из приборостроительных заводов США. По возвращении в Данию он стал работать со Свеном Олуфсеном, одним из своих студенческих друзей. Первое время для экспериментов использовался чердак в доме Олуфсенов в Струэре. В 1927 году была открыта небольшая фабрика в Струэре, на которой изготавливались радиоприёмники.

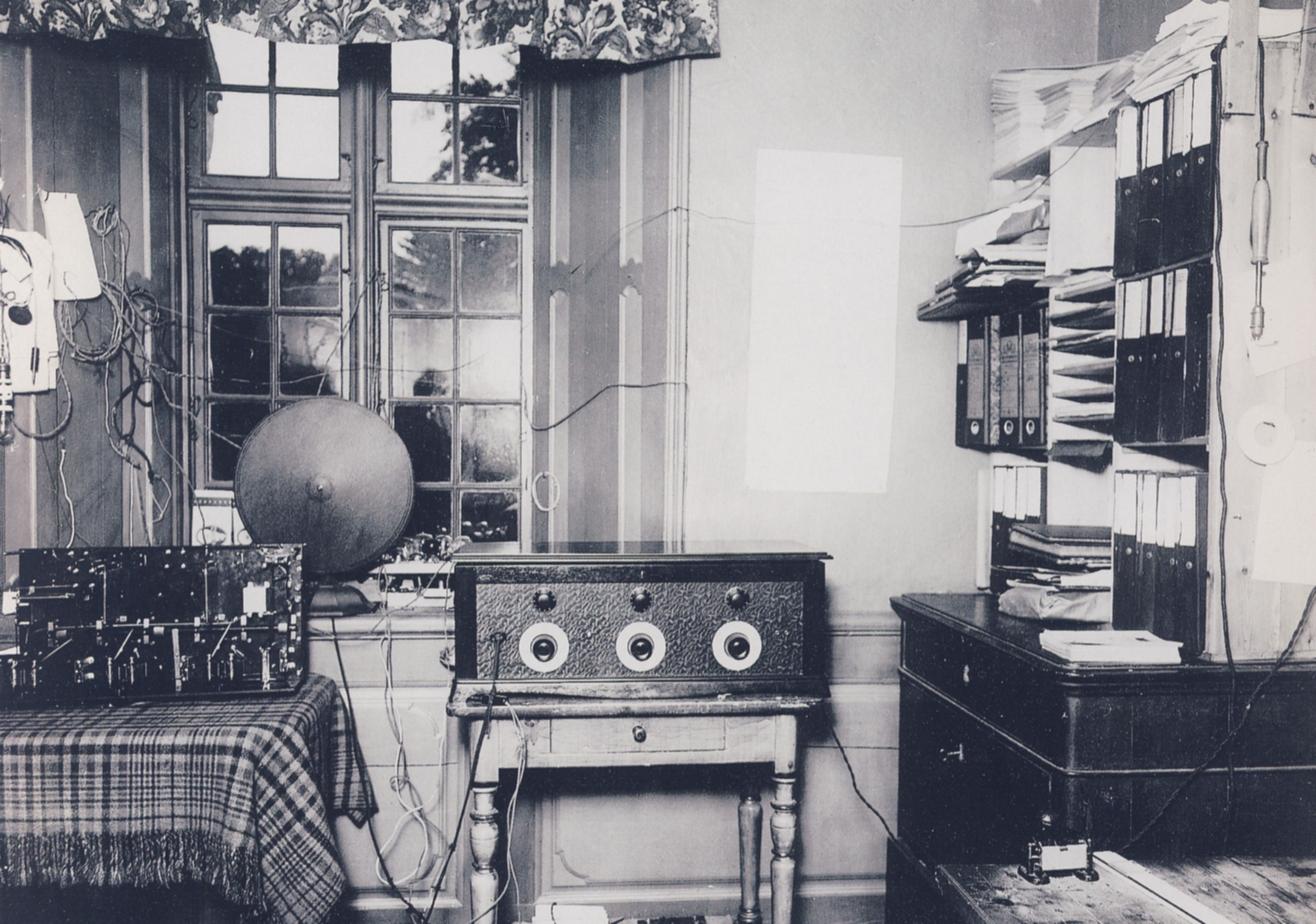
Первая лаборатория фирмы, 1925 год

В 1927 году Bang & Olufsen выпустила радиоприёмник 3lamper, а в 1929 году — 5lamper: эти ламповые приёмники получили широкую известность по всей Дании благодаря техническим инновациям и продуманному дизайну. В 1930-е годы компания B&O отмечена технологическими инновациями: в 1938 году выпущен Master-39CH — первый в мире приёмник с кнопочным управлением, который можно было настроить на 16 радиостанций.
Вторая мировая война негативно сказалась на бизнесе Bang & Olufsen, в частности, практически полностью была уничтожена фабрика в Струэре. Тем не менее уже к 1946 году производство было возобновлено. Во время войны Bang & Olufsen несколько расширили список своей продукции: наряду с производством приёмников внимание стало уделяться и изготовлению раций и военных телефонных аппаратов.
В 1946 году выпущен Beocord-84U, первый европейский катушечный магнитофон, а в 1950 году B&O представила пилотную модель телевизора. Также было начато производство электробритв и другой мелкой бытовой техники. В 1950-х годах компания начала сотрудничать с известными датскими дизайнерами, эстетическая сторона продукции была для компании не менее значимой, чем техническая.

### После 1960 года
С конца 1950-х годов электронная промышленность Дании, представленная 20 небольшими компаниями, включая B&O, начала испытывать всё большую конкуренцию со стороны крупных немецких производителей. Поэтому с 1960-х годов компания решила сосредоточиться на High End аудиоаппаратуре для продажи на европейском рынке. Первым продуктом для продаж в Европе стал транзисторный радиоприёмник Beomaster 900, за ним последовал музыкальный центр Beolab 5000.
В 1964 году в компании начал работать датский промышленный дизайнер Якоб Йенсен. В 1965 году в разработку новых продуктов включился британский дизайнер Дэвид Льюис. Среди его разработок были Beosystem AV-9000, Beovision Avant, видеосистемы LX, MX, колонки Red Line. Ряд продуктов Льюиса и Йенсена, включая Beocord VX-5000, Beolab-6000, Beovox Conor, являются постоянными экспонатами Музея современного искусства в Нью-Йорке.
В 1972 году компания выпустила свой первый проигрыватель грампластинок Beogram 4000 с тангенциальным тонармом. Этот проигрыватель тоже входит в список экспонатов Музея современного искусства. В 1975 году был представлен музыкальный центр Beomaster 1900, на 20 лет ставший самым продаваемым продуктом компании. В 1978 году проводилась специализированная выставка продукции Bang & Olufsen — такой чести Музей современного искусства удостаивал всего 5 компаний.
В 1980-х годах продажи компании начали падать, к 1990 году Bang & Olufsen оказалась в глубоком кризисе. Причинами проблем были как рост конкуренции со стороны азиатских производителей, так и неэффективная децентрализованная сеть филиалов. В 1992 году генеральным директором компании был назначен Андерс Кнутцен; ему удалось улучшить финансовое положение компании, в первую очередь за счёт сокращения сети из 1200 дилеров. В 2000 году оборот компании составил 3,4 млрд датских крон (400 млн долларов).
В 2000-х годах компания стала поставщиком звуковых систем и радиоаппаратуры для автомобилей Audi, Aston Martin, Mercedes-Benz и BMW. В 2004 году была открыта фабрика в Чехии, на которой работало более 250 человек. В 2015 году подразделение автомобильной аппаратуры было продано американской корпорации Harman International Industries. В 2017 году фабрика в Чехии была продана гонконгской компании Tymphany; в результате Bang & Olufsen перешла на бесфабричную модель.
В апреле 2025 года Bang & Olufsen и итальянский дом Antolini, который занимается изделиями из натурального камня, представили Beosound Balance Natura — лимитированное издание колонки Beosound Balance. Beosound Balance Natura выйдет тиражом всего в 16 экземпляров. Главная особенность Natura-версии — колонка высечена из натурального камня. Пьедестал такой Beosound Balance может быть выполнен из кварца, мрамора, окаменевшей древесины или любого другого материала из коллекции Antolini — на выбор покупателя, так как каждую модель будут делать на заказ.

## Деятельность

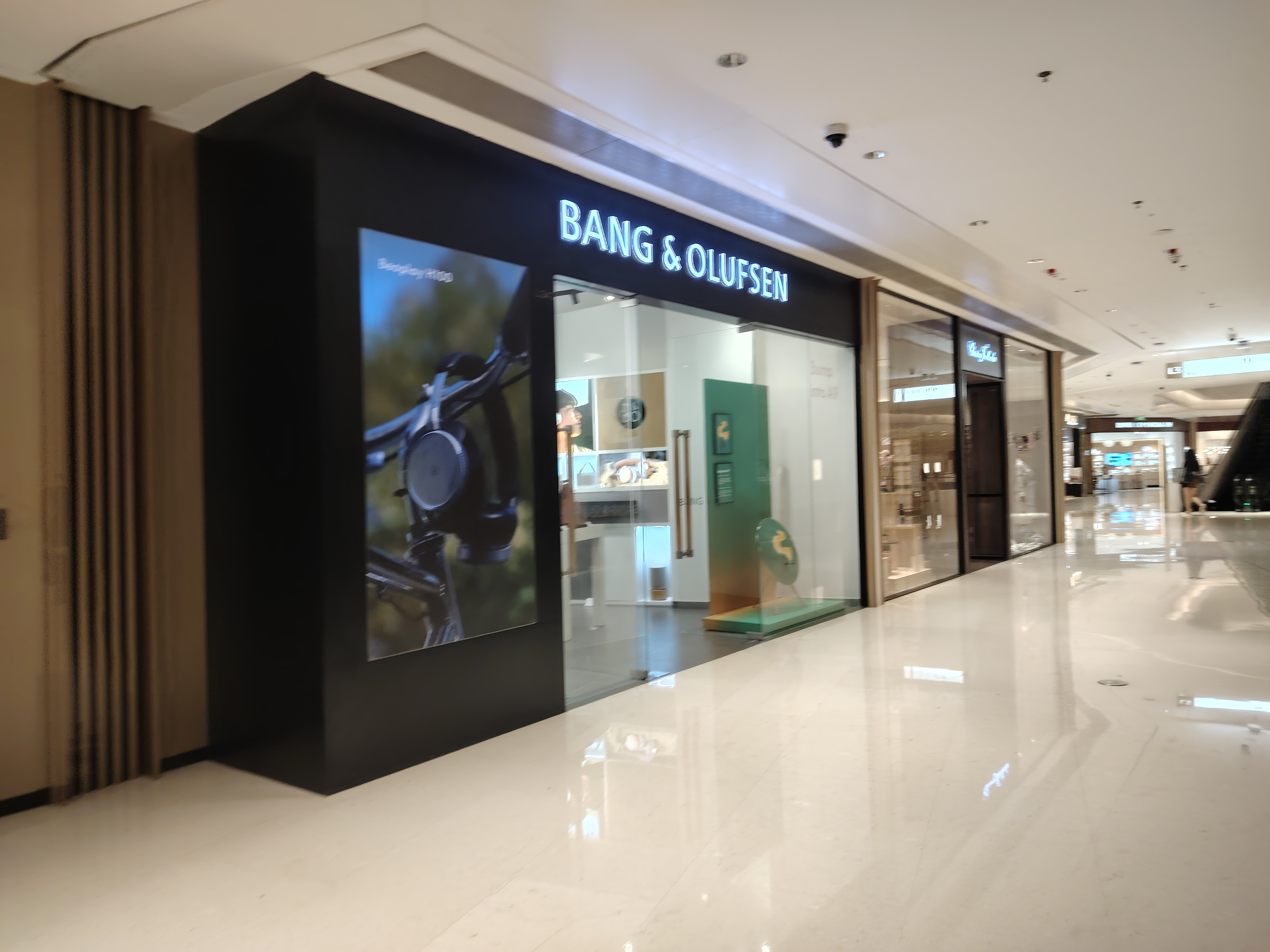
Магазин в Китае

Компания Bang & Olufsen разрабатывает и продаёт различную аудио-и видеоаппаратуру, включая домашние кинотеатры, акустические системы и наушники.
Выручка компании за 2023/24 финансовый год составила 2,6 млрд крон ($388 млн), её распределение по регионам: Европа, Ближний Восток и Африка — 48 %, Азиатско-Тихоокеанский регион — 28 %, Америка — 11 %; остальные 13 % принесло лицензирование бренда и сотрудничество с другими компаниями, включая HP Inc. и Cisco. Основными рынками сбыта были Китай (14 % выручки), США и Канада (11 %), Великобритания и Ирландия (8 %), Дания (7 %), Германия (6 %), Южная Корея (5 %).
Продукцию изготавливают независимые контрактные производители; по состоянию на 2024 год у компании было 98 поставщиков, из них в Дании базировалось 50, в остальной Европе — 29, в Азии — 18, в США — 1.

## Продукция
Все линейки приборов компании имеют приставку Beo-.
- Beocord — серия кассетных видео- и аудио магнитофонов.
- Beomaster — линия приёмников: все модели отличаются многофункциональностью и гибкостью в настройке, многие имеют своеобразный пульт управления (англ. Master Control Panel); наиболее известным приёмником этой линейки является Beomaster 1900[12][13], выпущенный в 1976 году.
- Beogram — серия виниловых проигрывателей и, позже, CD-плееров.
- Beolit — серия портативных радиоприёмников.
- BeoCom, BeoTalk и BeoLine — линии телефонов, автоответчиков и аксессуаров к ним.
- BeoVision — серия телевизоров.
- BeoSound — линия музыкальных центров и систем.
- BeoTime — серия устройств оповещения.
- Beoplay — акустические системы и наушники разных типов.
- Beolab — серия акустических систем
- Beosound Balance Natura — лимитированное издание колонок из натурального камня[10].